# Censo de los Estados Unidos de 1980
El censo de los Estados Unidos de 1980 es el vigésimo censo realizado en Estados Unidos. Se llevó a cabo el 1 de abril de 1980 y dio como resultado una población de 226 545 805 habitantes. Debido a la regla de los 72 años, los datos personales de este censo serán públicos en 2052.

## Realización
La Oficina del Censo de los Estados Unidos recolectó los siguientes datos de todos los habitantes del país:
- Nombre
- Relación con la primera persona en responder el cuestionario en la familia
- Sexo
- Raza
- Edad, mes y año de nacimiento
- Estado marital
- Informar si la persona es hispana o de ascendencia hispana
- Informar si la persona asiste regularmente a la escuela
- Informar cual es el máximo grado de escolaridad cursado y si lo concluyó

Se realizó un cuestionario extendido a un grupo reducido de personas con preguntas sobre migración, servicio militar, salud, natalidad y trabajo. Adicionalmente se realizó otro censo sobre vivienda. A partir de este censo se deja de usar el concepto de «jefe de familia».

## Resultados

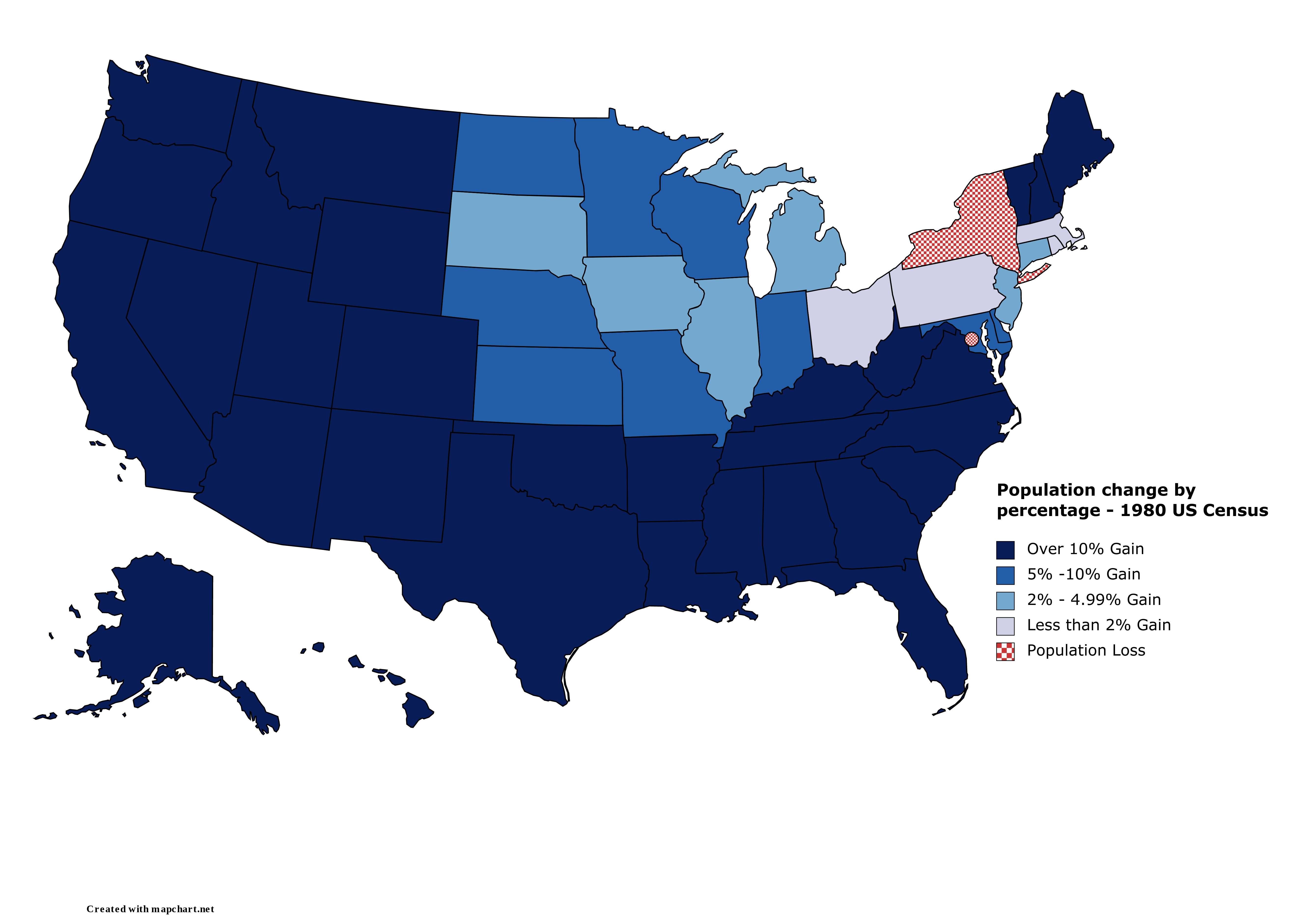
Cambios de población por estado respecto al censo anterior.

| Posición | Estado               | Población   |
| -------- | -------------------- | ----------- |
| 1        | California           | 23 667 902  |
| 2        | Nueva York           | 17 558 072  |
| 3        | Texas                | 14 229 191  |
| 4        | Pensilvania          | 11 863 895  |
| 5        | Illinois             | 11 426 518  |
| 6        | Ohio                 | 10 797 630  |
| 7        | Florida              | 9 746 324   |
| 8        | Míchigan             | 9 262 078   |
| 9        | Nueva Jersey         | 7 364 823   |
| 10       | Carolina del Norte   | 5 881 766   |
| 11       | Massachusetts        | 5 737 037   |
| 12       | Indiana              | 5 490 224   |
| 13       | Georgia              | 5 463 105   |
| 14       | Virginia             | 5 346 818   |
| 15       | Misuri               | 4 916 686   |
| 16       | Wisconsin            | 4 705 767   |
| 17       | Tennessee            | 4 591 120   |
| 18       | Maryland             | 4 216 975   |
| 19       | Luisiana             | 4 205 900   |
| 20       | Washington           | 4 132 156   |
| 21       | Minnesota            | 4 075 970   |
| 22       | Alabama              | 3 893 888   |
| 23       | Kentucky             | 3 660 777   |
| 24       | Carolina del Sur     | 3 121 820   |
| 25       | Connecticut          | 3 107 576   |
| 26       | Oklahoma             | 3 025 290   |
| 27       | Iowa                 | 2 913 808   |
| 28       | Colorado             | 2 889 964   |
| 29       | Arizona              | 2 718 215   |
| 30       | Oregón               | 2 633 105   |
| 31       | Misisipi             | 2 520 638   |
| 32       | Kansas               | 2 363 679   |
| 33       | Arkansas             | 2 286 435   |
| 34       | Virginia Occidental  | 1 949 644   |
| 35       | Nebraska             | 1 569 825   |
| 36       | Utah                 | 1 461 037   |
| 37       | Nuevo México         | 1 302 894   |
| 38       | Maine                | 1 124 660   |
| 39       | Hawái                | 964 691     |
| 40       | Rhode Island         | 947 154     |
| 41       | Idaho                | 943 935     |
| 42       | Nuevo Hampshire      | 920 610     |
| 43       | Nevada               | 800 493     |
| 44       | Montana              | 786 690     |
| 45       | Dakota del Sur       | 690 768     |
| 46       | Dakota del Norte     | 652 717     |
| 47       | Distrito de Columbia | 638 333     |
| 48       | Delaware             | 594 338     |
| 49       | Vermont              | 511 456     |
| 50       | Wyoming              | 469 557     |
| 51       | Alaska               | 401 851     |
| Total    | Total                | 226 545 805 |

## Ciudades más pobladas
| Posición | Ciudad        | Estado               | Población |
| -------- | ------------- | -------------------- | --------- |
| 1        | Nueva York    | Nueva York           | 7 071 639 |
| 2        | Chicago       | Illinois             | 3 005 072 |
| 3        | Los Ángeles   | California           | 2 966 850 |
| 4        | Filadelfia    | Pensilvania          | 1 688 210 |
| 5        | Houston       | Texas                | 1 595 138 |
| 6        | Detroit       | Míchigan             | 1 203 339 |
| 7        | Dallas        | Texas                | 904 078   |
| 8        | San Diego     | California           | 875 538   |
| 9        | Phoenix       | Arizona              | 789 704   |
| 10       | Baltimore     | Maryland             | 786 775   |
| 11       | San Antonio   | Texas                | 785 880   |
| 12       | Indianápolis  | Indiana              | 700 807   |
| 13       | San Francisco | California           | 678 974   |
| 14       | Memphis       | Tennessee            | 646 356   |
| 15       | Washington    | Distrito de Columbia | 638 333   |
| 16       | Milwaukee     | Wisconsin            | 636 212   |
| 17       | San José      | California           | 629 442   |
| 18       | Cleveland     | Ohio                 | 573 822   |
| 19       | Columbus      | Ohio                 | 564 871   |
| 20       | Boston        | Massachusetts        | 562 994   |